# MP3
Pour les articles homonymes, voir MP3 (homonymie).
Le MPEG-1 Audio Layer III ou MPEG-2 Audio Layer III, plus connu sous son abréviation de MP3, est la spécification audio des standards MPEG-1 et MPEG-2. Il s'agit d'un format de compression audio avec perte permettant une réduction importante de la taille du flux de données audio, tout en conservant une qualité de restitution couramment jugée acceptable, donnant le choix du débit selon le compromis taille-qualité souhaité. C'est aussi l'un des formats de musique numérique les plus répandus,.
L'extension de nom de fichier est .mp3 et le type MIME est audio/mpeg, audio/MPA, audio/mpa-robust, ou audio/mp3 (dans les navigateurs Chrome/Chromium). Ce type de fichier est appelé « fichier MP3 ». Un fichier MP3 n'est soumis à aucune mesure technique de protection.

## Histoire

### Fondations conceptuelles

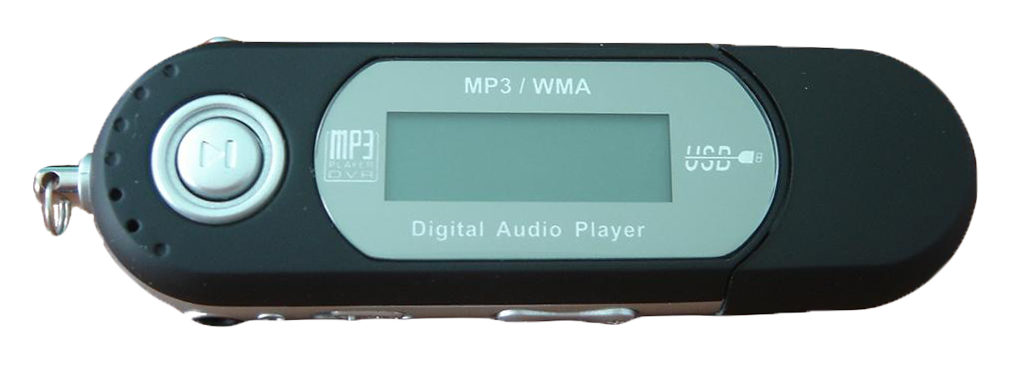
Un lecteur de MP3 portable.

Les techniques de compression de données audio employées par le format MP3 trouvent leurs origines dans l’industrie de la téléphonie. Conceptuellement, le modèle établi par l’industrie téléphonique dans les années 1920 est l’ancêtre du format MP3.
Vers 1907, AT&T, la principale entreprise téléphonique américaine, a commencé à investir dans la recherche psychoacoustique. Ils ont formé un groupe de recherche affilié à Western Electric qui était le prédécesseur des laboratoires Bell.
Pour AT&T, plus les perceptions auditives de l’être humain étaient appréhendées, plus de revenu pourrait être extrait de son infrastructure déjà existante. Le désir d’AT&T de maximiser les capabilités de son infrastructure n’était pas simplement une question technique d’améliorer ses services et équipements ‒ c’était directement liée à son ambition d’établir un monopole. La recherche dans le domaine de la psychoacoustique était effectivement une manière pour AT&T de soutenir et élargir sa dominance quasi‒monopolistique sur le marché qui a duré jusqu'à 1984.
La recherche psychoacoustique conduite par AT&T visait à incorporer les lacunes auditoires de l'être humain dans le design des systèmes téléphoniques. Le but était de produire de la valeur excédentaire ‒ ce qui est interprété par Sterne comme du surplus économique. En effet, cette recherche, produit des publications du sorte The Frequency‒Sensitivity of Normal Ears. Cet article (parmi d’autres) montre que la qualité de son produite par le téléphone était bien supérieure à ce que les utilisateurs pouvaient vraiment distinguer. Par conséquent, en éliminant les fréquences qui ne sont pas aisément détectables par l’être humain, la quantité de données à traiter et à transporter pourrait être réduite drastiquement et les profits augmentés.
Avec les nouvelles méthodes de filtration et modulation produites, AT&T réussit effectivement à quadrupler la capacité de ses lignes téléphoniques jusqu'à 1924. Avec cet avantage significatif sur ses concurrents, dans la période entre 1930 et 1980, AT&T a dominé les télécommunications aux États-Unis et a réussi à contrôler jusqu’à 90 % du marché.
Le modèle utilisé par AT&T est ainsi devenu un attribut général de toute système de communication du XXe siècle. Dans le jargon utilisé par Sterne, AT&T a ouvert le domaine des Perceptual Technics, dans la littérature anglo-saxonne. Ce domaine cherche des méthodes qui exploitent les insuffisances de la perception humaine pour générer du capital immatériel.
Le MP3 se base sur de telles techniques perceptuelles qui sont utilisées afin de produire le codage perceptuel ‒ une méthode de codage qui élimine les fréquences dans la gamme audible que les utilisateurs ne peuvent pas distinguer.

### Développement technique
Le codage MPEG-1 Layer II (MP2), publié en même temps que le MP3, est né avec le projet Digital Audio Broadcasting (radio numérique DAB) qui est lancé par le Deutsche Luft und Raumfahrt. Ce projet est financé par l'Union européenne, et faisait partie du programme de recherche EUREKA, plus connu sous le nom de EU-147.
Le projet EU-147 existe entre 1987 et 1994. En 1991, deux formats sont disponibles : MUSICAM (Masking pattern adapted Universal Subband Coding And Multiplexing), basé sur un pur codage psycho-acoustique et un banc de filtres adaptés aux sons de type percussifs ; et ASPEC (Adaptive Spectral Perceptual Entropy Coding), qui introduit la technologie de codage entropique. Le format MUSICAM conçu par CCETT (France Telecom/TDF), Philips et l'IRT est choisi par l'ISO MPEG Audio dirigé par Hans-Georg Mussman en raison de sa structuration modulaire en plusieurs couches de codage [Layers], sa simplicité de mise en œuvre côté décodeur et sa grande tolérance aux erreurs de transmission.
Le format MP3 (Layer III ou couche III) est créé par un groupe de travail réuni à la demande de Hans-Georg Mussman, et regroupant Leon Van de Kerkhof (Philips), Yves-Francois Dehery et Samuel Vallee (TDF-CCETT), Karlheinz Brandenburg (Fraunhofer-Gesellschaft). Ce groupe  reprenant des idées de MUSICAM et d'ASPEC, ajouta de nouveaux outils technologiques et créa le format MP3 conçu pour être de même qualité à 128 kbit/s que le MUSICAM à 192 kbit/s. C'est une qualité ressentie, profitant des lacunes de l'audition humaine, car le format est destructif.
La norme ISO MPEG Audio avec ses deux couches de codage Layer I, Layer II (MUSICAM), Layer III (.MP3) est achevée officiellement en 1992, et constitue la troisième partie de MPEG-1, le premier travail du groupe MPEG, groupe à l'origine de la norme internationale ISO/CEI 11172-3, publiée en 1993. Le travail sur l'audio MPEG se termina en 1994 et constitua la troisième partie de MPEG-2, la norme internationale ISO/CEI 13818-3, publiée pour la première fois en 1995.
Les équipes de normalisation procédèrent à de nombreux tests subjectifs en double aveugle sur de nombreux matériaux sonores pour déterminer le niveau de compression approprié pour les diverses couches de l'algorithme. On a notamment utilisé Tom's Diner, la chanson de Suzanne Vega comme séquence de test pour l'algorithme de compression du MP3. Cette chanson a été choisie à cause de sa finesse et de sa simplicité, qui facilite la détection des imperfections du codec.

### Usages
Dès le début des années 2000, des réseaux d'échange sur Internet via des logiciels de partage de fichiers tels que Napster, ont beaucoup contribué à l'adoption de ce format par les consommateurs aux dépens des formats concurrents MPEG-4 Audio/TwinVQ et OGG Vorbis. Dans le même temps, les films encodés en DivX (pour la vidéo) et MP3 (pour le son) ont fait leur apparition. C'est pourquoi des constructeurs d'appareils électroniques ont commencé à commercialiser des platines lecteurs DVD-CD-DivX, des baladeurs CD Audio et des platines CD Audio capables de lire un CD de données contenant des fichiers audio MP3. Par la suite, le CD MP3 fut moins répandu avec l'apparition de baladeurs MP3 tel que l'iPod, ce qui n'améliora pas la situation du Super Audio CD et du DVD-Audio.
En 2013, le format MP3 était adopté par la majorité des sites de vente de musique en ligne tel qu'Amazon Music, Bandcamp ou la Fnac. Seul l'iTunes Store vend de la musique au format MPEG-2/4 Audio/AAC. Le MP3 a aussi trouvé sa place pour les flux audio des radios en ligne et autres sites d'écoute de musique ainsi que dans les flux vidéo diffusés au format Flash (FLV encodé en VP6). La majorité des jeux PC l'utilisent. Le MP3 s'est largement imposé face à ses concurrents directs que sont les formats de compression mp3PRO, WMA, OGG Vorbis et AAC

## Aspects sociétaux

### Objet de culture
Dans la culture populaire, le MP3 a acquis le statut d’objet. Les utilisateurs les achètent, les échangent, et les collectionnent. Souvent même, les écrivains représentent les MP3 comme des objets inertes qui ont des répercussions sur une industrie, un milieu social, ou un système légal. Pourtant, ils ne sont pas des objets ‒ le MP3 fait simplement référence au format utilisé pour comprimer les données.
Des théoriciens culturels comme Sterne nous exhortent à regarder de plus près le passage d’objets technologiques comme le MP3 dans la société afin de comprendre leur importance et le véritable rôle qu'ils jouent. De plus, ils questionnent notre usage linguistique des termes qui désignent ces technologies.
Notamment, Sterne argumente que le MP3 est effectivement devenu un artéfact de culture, c'est-à-dire un produit ayant subi une transformation par l'homme, et qui se distingue ainsi d'un autre provoqué par un phénomène naturel. Il souligne que le mot MP3, tel que l'on utilise aujourd’hui, est le produit des transformations subies par plusieurs parties: l’industrie électronique, l’industrie d’enregistrement d’audio, et les consommateurs et leurs pratiques d’audition de la musique. Ainsi, dans The MP3 as a cultural artefact le lecteur est pressé à reconsidérer la simplification que le MP3 « affecte » la société. Plutôt, le MP3 fait ce qu'il était censé faire – éliminer les redondances, et parcourir des plus grandes distances plus souvent et avec moins d'effort.
Concernant la nature de la possession du MP3 en tant qu'objet, Knott affirme que pour utiliser un MP3 nous avons besoin d'autres objets intermédiaires. Si ces objets qui stockent les MP3 cessent d'exister, les MP3 sont inutilisables, ce qui n'est pas le cas avec les CD's ou les Vinyles. Les CD's et Vinyls existent indépendamment des objets qui sont utilisés pour les écouter – ils ne sont pas stockés dans les objets intermédiaires mêmes. Knott appelle les MP3 des quasi-posessions – la possession complète du MP3 est difficile. Légalement par exemple, les utilisateurs sont prohibés de partager les MP3 pour des raisons de droits d'auteur. Pour cette raison, il souligne que les utilisateurs sont plutôt des stewards que des propriétaires. Sous cette métaphore, Knott souligne que les méthodes de consommation se sont transformés – plutôt de se concentrer sur la musique elle-même, les utilisateurs se focalisent sur la création de playlists et sur l'accumulation de la musique.

### Communautés virtuelles
Pour comprendre le format MP3 d’un point de vue social il doit être placé dans le contexte du phénomène de l’Internet.
L’idée fondamentale d’interactivité et échange libre d’idées et de fichiers qui est intrinsèque à l’internet, a été extensivement exploitée dans le cas du MP3. En 1999, le site web Napster a été créé. Ce site était une plateforme pour l’échange libre de morceaux de musique en format MP3. Dans des tels plateformes numérisées, des individus pouvaient trouver une grande gamme de ressources de musique à accès libre. Effectivement, ceci a créé une communauté virtuelle d’individus qui se sont réunis dû à leurs intérêts de consommation similaires.
Ceci est le processus que les sociologues, notamment Kozinets, appellent re‒tribalization ou e‒tribalization. En effet la technologie du MP3 et son application directe dans le domaine de la musique a eu l’effet subséquent de créer des diverses communautés virtuelles telles que Napster ou MP3.com qui se focalisent sur la musique. A cet effet, il y a maintenant un nombre extensif de sites web qui sont dédiées au transfert libre de musique où les utilisateurs peuvent échanger leurs fichiers de musique.
L’accroissement de l’influence des communautés virtuelles a aussi eu comme effet de développer le domaine de pensée dit de E‒Tribal Marketing. Des reflexions dans ce domaine nuancent le comportement du consommateur dans l’Âge de l’Internet et suggèrent des considérations additionnelles nécessaires pour concevoir des stratégies de Marketing plus modernes.

## Industrie musicale

### Chute des labels
La création du format MP3 fait basculer l'industrie musicale. Celui-ci donne naissance à un modèle d’entreprise, business model en anglais, qui exclut les labels et qui lie les artistes plus directement aux consommateurs. Les artistes, dont la plupart se plaignaient des schémas de paiement des labels, se sont servis du format MP3 et de l’internet pour vendre leur musique.
Ce phénomène de désintermédiation de la vente de musique a permis aux artistes d’être les principaux bénéficiaires des ventes de leur musique. Quant aux consommateurs, ils ont approuvé cette nouvelle façon de se procurer de la musique. La vente des CD a chuté de 40,5 milliards de dollars en 1999 à 31,8 milliards en 2006. En 2014 pour la première fois, la vente de musique compressée a dépassé la vente des CD, qui représente alors seulement 48,5 % de part du marché.
Les consommateurs changent de comportement car se procurer de la musique sur Internet est rapide et nécessite peu d’effort. Cette musique leur permet aussi d'organiser leur bibliothèque musicale et de créer facilement des listes de lecture, ce qui était beaucoup plus ardu à l'époque des CD ou des vinyls.

### Magasins de musique en ligne
À la fin des années 1990, à la suite de la prolifération des systèmes illégaux de partage de fichiers en pair-à-pair, des efforts sont faits pour créer un système de distribution légal de musique numérique. Plusieurs labels créent leur propre système d'abonnement en ligne ; ceci permettait aux consommateurs de télécharger un nombre limité de chansons qui se "périmaient" après un nombre de jours donné, où la musique achetée devenait illisible. Ces services n'ont pas connu de succès commercial. En effet, les consommateurs étaient habitués à acheter leur musique et à en disposer pour toujours, sauf destruction du support. Une autre raison est que l'offre musicale était faible, les labels n'ayant pas confiance dans la sécurité sur Internet. Ainsi, la plupart des consommateurs trouvaient que le prix de l'abonnement n'était pas justifié.
Apple (qui utilise le format MPEG4-AAC similaire au MP3) a créé l'iTunes Store en 2003. Ce dernier a permis aux consommateurs d'accéder à une offre légale à des prix abordables. En 2004, Apple annonce que 2,5 millions de chansons sont téléchargées chaque semaine. En 2008, l'iTunes Store contrôlait 70 % du marché de musique numérique.
Les principaux concurrents de l'iTunes Store sont les systèmes illégaux de partage en pair-à-pair ; ils donnent naissance aux communautés virtuelles qui se distinguent chacune par leur connectivité et leur taille ; elles partagent toutes comme point commun le rejet du droit d'auteur, considéré non pertinent par rapport aux buts des membres de ses communautés et n’est pas respecté. Cependant, même en concurrence avec un service gratuit, iTunes connait le succès car il fournissait de la musique à partir d'une source sûre, rapide et sans publicité, contrairement aux programmes en pair-à-pair. Il est même suggéré que les chansons téléchargées par les systèmes de pair-à-pair servaient d'appel aux consommateurs qui finissaient par les acheter sur iTunes.

### Depuis les années 2010
Les labels discographiques ne jouent plus le rôle de détaillant de musique. Elles donnent cette mission à différents services d'abonnement à la musique (modèle d'abonnement) ou à des magasins de musique en ligne (modèle de possession) et perçoivent une part des recettes. Ainsi, ils se focalisent sur l'interaction directe avec les consommateurs (sur leurs propres sites et les sites des artistes signés) pour comprendre les besoins des consommateurs. Elles font du marketing en ligne. C'est ce pouvoir promotionnel qui incite les artistes à signer avec des labels et de ne pas être indépendant.

## Utilisation
La réduction de taille facilite le transfert et le stockage de données musicales sur de la matière numérique, tel qu'un disque dur ou une mémoire flash. Il est également largement mis en œuvre en diffusion numérique dans les récepteurs T-DMB Radio dont la spécification est adoptée par l'ETSI en 2005 et qui est largement répandue en Corée du Sud. En effet, le MP3 appartient à la même famille de norme MPEG Audio que le MP2 MUSICAM utilisé en radiodiffusion numérique (TNT pour la télévision numérique de terre et T-DMB Radio). Un simple transcodage binaire du format « MP2 audio diffusé » en format « MP3 enregistré » peut ainsi être réalisé dans les terminaux T-DMB, autorisant donc la mise sur le marché de baladeurs/récepteurs audionumériques qui cumulent les fonctions de décodage audio MP2 (MUSICAM) et MP3.

### Technique de codage
Le taux de compression peut être augmenté en choisissant un débit binaire (en anglais bitrate) plus faible. On considère en général qu'il faut au moins 160 ou 192 kilobits par seconde (kbit/s) pour bénéficier d'une qualité audio acceptable pour un morceau de musique. Au minimum, à 8 kbit/s, le son est fortement altéré (bruits parasites, spectre « sourd »…).
Ce format de données utilise un système de compression partiellement destructif. Des regroupements de données identiques sont effectués afin de compresser sans perdre en qualité. Tout le spectre des fréquences audio n'est pas retransmis (par exemple, utilisation d'un filtre passe-bas raide dès 20 kHz). Le signal est plus atténué pour les sons aigus que les graves et médiums. Les sons les moins perceptibles sont supprimés en priorité de façon que les dégradations soient les plus discrètes possibles. La compression au format MP3 exploite un « modèle psychoacoustique » d'effet dit de « masque » : si deux fréquences d'intensités différentes sont présentes en même temps, l'une peut être moins perçue que l'autre selon que ces deux fréquences sont proches ou non. La modélisation de notre audition selon ce principe est au départ empirique, mais assez efficace. Elle exploite en outre les caractéristiques psycho-acoustiques de masquage temporel du filtre en sous-bande hérité du MUSICAM dans la mesure où les sons percussifs (piano, triangle, batterie...) n'engendrent aucun artefact perceptible de type pré-écho. Toutefois, si le taux de compression est trop important, on peut être amené à faire ressortir certaines harmoniques de façon non attendue. Cela donne alors l'impression de bruits parasites et désagréables au milieu du son.
Compresser un fichier musical provenant d'un CD audio au format MP3 réduit la qualité. Il suffit de faire plusieurs essais à différents taux de compression pour constater une baisse progressive de la qualité (plus la compression est forte, plus le son est dégradé). Une compression correspondant à 64 kbit/s donne un son « enroué » et à 32 kbit/s, un son médiocre de qualité « grandes ondes ».
Les termes commerciaux de « qualité CD » ou « qualité numérique » ne veulent rien dire. D'abord parce que le MP3 réduit la qualité (de façon plus ou moins perceptible) par son principe même. Ensuite, parce que « numérique » n'est pas un gage de qualité (en numérique comme en analogique il existe différentes techniques de qualités très différentes).
On peut améliorer la qualité à débit moyen égal en utilisant un débit binaire variable au lieu d'un débit constant. Dans ce cas, les instants peu complexes (contenant peu de fréquences), comme les silences par exemple, seront codés avec un débit d'information plus faible. Par exemple 64 kbit/s au lieu de 128, réduisant ainsi la taille totale du fichier tout en gardant une très bonne qualité lors des passages riches en harmoniques. L'amélioration apportée est variable selon le morceau codé. Le codage en VBR, bien que faisant partie du standard, pouvait cependant poser des problèmes de compatibilité avec certains lecteurs lorsqu'il commença à être exploité par les encodeurs.
Les différents modes de compression :
- CBR (Constant bitrate) : le débit binaire (en bits par seconde) est constant (par exemple, en vitesse de lecture normal (×1), on a tout le temps 192 mille bits lus en 1 seconde) à tout instant. Llors des moments simples, la qualité sera au dessus de la qualité moyenne du fichier. À contrario, lors des instants complexes, la qualité sonore perçue sera inférieures à la qualité moyenne du fichier à cause d’un débit insuffisant par rapport à la complexité ;
- VBR (Variable bitrate) : le débit varie continuellement en vue de maintenir une qualité d’écoute théoriquement constante au sein de la musique. En général, pour de la musique non complexe, le débit est d'au moins 32 kbit/s ;
- ABR (Average bitrate) : l’encodeur ciblebun débit moyen et tolère des variations limitées autour dudit débit (± 10 %). C’est le compromis entre le CBR et le VBR (pas trop de qualité variable et un débit pas trop variable).

## Taux de compression
Un taux de compression se calcule à partir d'un fichier non compressé, de mêmes caractéristiques [fréquence d'échantillonnage (kHz), quantification (nombre de bits) et nombre de canaux] que le fichier plus petit issu du codage. Un taux de compression de 10, signifie qu'un fichier de 40 Mo non compressé donne un fichier compressé qui fait 4 Mo à la suite du codage (10 fois moins). Un taux de compression de 10, signifie qu'un fichier d'un débit de 706 kbit/s donne un fichier compressé ayant un débit de 70,6 kbit/s.
Quelques taux de compression pour un son à 2 canaux, 44,1 kHz, 16 bits (CD, 1 411 kbit/s) : 384 kbit/s (3,67), 320 kbit/s (4,41), 256 kbit/s (5,51), 192 kbit/s (7,35), 128 kbit/s (11,0), 64 kbit/s (22,0).

Quelques taux de compression pour un son à 1 canal, 44,1 kHz, 16 bits (706 kbit/s) : 48 kbit/s (14,7), 40 kbit/s (17,7), 32 kbit/s (22,1) | 8 kbit/s (88).

Quelques taux de compression pour un son à 2 canaux, 48 kHz, 16 bits (1 536 kbit/s) : 320 kbit/s (4,80), 256 kbit/s (6,0), 224 kbit/s (6,86), 192 kbit/s (8,0).
Selon le site de Fraunhofer-Gesellschaft, les débits de données pour le MPEG-1 Layer I (384 kbit/s), II (160 à 256 kbit/s) et III (112 à 128 kbit/s). La qualité sonore du fichier compressé dépend de l'algorithme psycho-acoustique utilisé par le codeur ainsi que des paramètres du codeur. Typiquement, les codeurs layer I utilisent un algorithme plus simple que Layer II et Layer III, d'où un besoin d'un débit supérieur pour l'obtention d'une bonne qualité sonore.
En considérant de bons codeurs, on obtient :
- Layer I codé à 384 kbit/s, même avec ses algorithmes psycho-acoustiques simples, est meilleur que Layer II de 192 à 256 kbit/s ;
- Layer II codé de 160 à 192 kbit/s ;
- Layer III codé de 112 à 128 kbit/s est équivalent au Layer II de 192 à 256 kbit/s.

Les débits présentés ne sont pas équivalents du point de vue de la qualité, et les qualités ne sont pas forcément optimales. De plus, la qualité du codeur est un facteur important. Ainsi, avec les premiers codeurs, il était généralement admis que 128 kbit/s avec le Layer III n'avait pas un son excellent, mais tout juste raisonnable. La génération de codeurs actuels permet d'obtenir un son tout à fait correct à 128 kbit/s avec le Layer III.
Qualité sonore perçue :
- Layer I : excellent à 384 kbit/s ;
- Layer II : excellent de 256 à 384 kbit/s, très bon de 224 à 256 kbit/s, bon de 160 à 224 kbit/s ;
- Layer III : excellent de 224 à 320 kbit/s, très bon de 192 à 224 kbit/s, bon de 128 à 192 kbit/s.

La stéréophonie a un débit exactement deux fois supérieur à la monophonie si la qualité est identique pour ces deux modes d'écoute. Le mode stéréo joint diffère de la stéréo simple car il ne code pas séparément les deux canaux gauche et droit si les informations sonores sont identiques, permettant une compression accrue. Le procédé de la stéréophonie est un codage dit différentiel de même type que celui utilisé pour la radiodiffusion en FM stéréo.

## Balises
En plus des données audio, le MP3 peut inclure des métadonnées descriptives, c'est-à-dire des données non-audio qui renseignent sur le contenu audio. Parmi ces métadonnées, on peut notamment trouver le nom de l'auteur, le nom de l'interprète, le titre du morceau, l’année de sortie, le nom de l'album, le genre musical, une image encodée (JPEG, PNG...) de la pochette d'album (celle-ci pouvant occuper une part importante de la taille du fichier), les paroles de karaoké, etc. Les balises étant extensibles (car représentées par du texte libre), certains services, tel que Musicbrainz, ont leur propre balises correspondant à leur représentations des albums/enregistrement vis-à-vis de leur base de données, et certains logiciels de lecture audio peuvent se servir de ces informations pour recueillir des pochettes d'albums ou métadonnées supplémentaires par Internet.
Le format MP3 initial ne permettait pas de stocker des balises, tout au plus, il permettait de préciser certains paramètres sous forme binaires comme le fait que le morceau soit protégé ou non par le copyright ou le fait qu'il s'agisse d'un original ou d'une copie. Le format ID3 a été conçu dans le but d'inclure des métadonnées aux fichiers MP3 tout en assurant la compatibilité des fichiers avec les logiciels de lecture existants.

## Licence
Jusqu'au 27 avril 2017, le format MP3 était souvent perçu par l'utilisateur final comme une technologie gratuite (parce qu'il peut en effet coder ou décoder sa musique de manière tout à fait transparente). Néanmoins, cette technologie a fait l'objet de brevets et d'une licence commerciale. Mais depuis le 23 avril 2017, le format MP3 n'est plus soumis à licence.
L'algorithme « MPEG-1 Layer III » décrit dans les standards ISO/CEI IS 11172-3 et ISO/CEI IS 13818-3 était jusqu'en avril 2017 soumis à des redevances (droits commerciaux), en France à Philips (entreprise néerlandaise), TDF (entreprise française), France Télécom (entreprise française), IRT (entreprise allemande), Fraunhofer IIS (entreprise allemande) et Technicolor pour toute utilisation ou implantation physique (notamment sur les baladeurs MP3).
Il existe derrière le format un assez grand nombre de brevets, revendiqués par de nombreuses organisations ou sociétés, certains ayant eu une validité juridique incertaine. Un article du blog Tunequest en listait 20, expirant entre 2007 et décembre 2017 aux États-Unis, date à laquelle le format est entré dans le domaine public (c'est-à-dire totalement libre de droits). Dans la mesure où les brevets logiciels ne s'appliquent pas en Europe et dans de nombreux pays, la situation juridique était encore compliquée, et devait donc être analysée pays par pays.
Les logiciels implémentant le format MP3 peuvent eux-mêmes être écrits sous une licence libre ou non-libre, le statut du format (ouvert ou non) étant indépendant de celui du logiciel (libre ou propriétaire).
Depuis avril 2017, l'institut Fraunhofer reconnaît que tous ses brevets concernant le MP3 ont expiré, le format devenant donc ouvert et libre de droits.
Les programmes implémentant le format ne sont par contre pas forcément libres.

## Qualité du son
Des audiophiles et techniciens du son à l'image de Neil Young dénigrent ce format qui dénature sensiblement le son à un tel point qu'ils ne l'utilisent jamais. À l'inverse, certaines expériences incluant des écoutes à l'aveugle en studio tendent à montrer la difficulté pour l'oreille humaine de distinguer une écoute CD d'une écoute MP3 faiblement compressée. Plus étonnant encore, des expériences comme celle de MusiClassics en 2009 ont classé le format CD devant le MP3 320 kbit/s mais derrière les AAC 192 kbit/s et WMA 320 kbit/s. Le débat reste donc ouvert, et dans la majorité des utilisations à haute compression, la perte de qualité est souvent masquée par la faible qualité des équipements audio : baladeurs avec oreillettes (incluant également les téléphones portables, lecteurs audio et tablettes) ainsi que les haut-parleurs embarqués des ordinateurs portables.
Une des causes des a priori négatifs vis-à-vis du MP3 vient du fait qu'au début de son utilisation par le grand public (fin des années 1990), les utilisateurs encodaient leurs CD audio en MP3 le plus souvent avec un débit de 128 kbit/s (le maximum en MP3 dans le Windows XP de Microsoft). (De plus, les encodeurs MP3 disponible à l'époque n'étaient pas aussi efficace que ceux qui continueront leur développement dans les années 2010, comme LAME.) De nos jours (2015), il est communément admis qu'une qualité sonore acceptable s'obtient à partir de 192 kbit/s. Le débit à 192 kbit/s est souvent considéré comme étant de bonne qualité, celui à 256 kbit/s de très bonne qualité et celui à 320 kbit/s d'excellente qualité.
L'utilisation d'un débit variable (VBR) permet de mieux prendre en compte la complexité du signal sonore et améliore sensiblement la qualité du résultat. Un débit constant n'est nécessaire que pour des cas d'utilisation très particuliers (streaming par exemple). Dans tous les cas, la qualité sonore d'un fichier MP3 varie de manière importante selon l'encodage employé (type d'algorithme, taux de compression, etc.). Les fortes compressions (encodages à ou en dessous de 128 kbit/s par exemple) dénaturent fortement le signal audio et sont plus adaptées à la voix (livres audio) qu'à la musique.
Le format MP3 a l'inconvénient de ne pas être adapté à l'encodage de morceaux enchaînés, par exemple les enregistrements en concert ou bien de musique classique. À la lecture, le passage d'un fichier MP3 au suivant provoque obligatoirement une coupure du son de quelques dixièmes de secondes. Cela est dû au données vides (padding) situées à la fin du fichier. La seule façon de réellement supprimer ce silence est de modifier la balise LAME MusicLength qui indique la durée exacte du morceau en excluant les balises ID3 en fin de fichier.

## Logiciels

### Création de MP3
Sous Microsoft Windows lorsqu'on dispose[style à revoir] d'un CD audio et d'un lecteur CD sur un ordinateur, il suffit d'insérer le CD et de le lire avec le Lecteur Windows Media intégré au système d'exploitation et de cliquer sur l'onglet « Extraire » pour transformer les fichiers audio du CD. Néanmoins, jusqu'à la version 9, le lecteur Windows Media était réglé par défaut pour encoder les fichiers au format WMA, il fallait alors modifier les options de codage dans Outils/Options, onglet Extraire la musique, et passer outre au message d'avertissement sur les défauts du codage MP3. À partir de la version 10, Windows Media Player encode par défaut en MP3. Le codeur MP3 du Lecteur Windows Media est présent depuis la version pour Windows XP, auparavant il fallait installer un logiciel encodeur externe.
Il existe des logiciels plus spécialisés offrant plus d'options et une meilleure qualité d'encodage (principalement grâce au logiciel encodeur LAME) tels que : CDex, WinLame, EAC, et d'autres.
Lorsqu'on dispose[style à revoir] d'un CD audio et d'un lecteur CD sur un ordinateur sous OS X ou Mac OS 9, il suffit d'insérer le CD et de le lire avec le lecteur QuickTime intégré au système. Le contenu du CD est visible et les fichiers peuvent très facilement être extraits par un glisser-déposer avec la souris. Le fichier obtenu est au format AIFF et peut être lu avec QuickTime et codé avec n'importe quel codeur MP3. Le logiciel iTunes offre des possibilités de conversion d'un format à un autre, mais ne prend pas en charge les formats ouverts les plus connus. Pour un encodage LAME on pourra par exemple utiliser XLD ou, en interaction avec iTunes, l'application iTunes-LAME.
Sous UNIX (GNU–Linux, *BSD, etc.) :
- Grip : permet de ripper un CD audio en MP3 (conçu pour l'environnement graphique GNOME, d'où le « G »).
- k3b : permet de ripper un CD audio en MP3 (conçu pour l'environnement graphique KDE, d'où le « K »).
- LAME : permet de créer des MP3 à partir de fichiers audio. Interface en ligne de commande. Capable de coder en variable bitrate. Utilisable avec ou sans options (ex: tags ID3 possibles).
- XCFA : capable de coder en variable bitrate.

### Lecture des MP3
- Sous Windows : Media Player Classic, VLC, Windows Media Player, iTunes, GoldWave, Audacity, Winamp, Foobar2000, KMPlayer, Zinf, musikCube, BSplayer, Konvertor, XnView, MediaMonkey, MusicBee, RealPlayer (abandonné), Groove Music (abandonné), etc.

- Sous OS X : iTunes, VLC, Audacity, Audion 3, QuickTime, RealPlayer, Amadeus II, SoundEdit, Sound Studio, Peak, etc.

- Sous GNU–Linux : Xmms, Audacity, mpv, Amarok, JuK, Listen, Rhythmbox, Banshee, VLC, Exaile, Zinf, Mplayer, etc.

- Sous Android : VLC, Google Music, Spotify, et la plupart des lecteurs de musique integrés aux appareils.

## Matériels adaptés à sa lecture
- Les ordinateurs : via des logiciels compatibles.
- Les baladeurs numériques : ils permettent d'écouter partout des fichiers MP3 stockés en mémoire.
- Les lecteurs de CD MP3 : portables ou non, ils permettent d'écouter des fichiers MP3 stockés sur des CD.
- Les disques durs multimédia : la plupart disposent de cette fonctionnalité; les autres ne le faisait pas pour éviter de payer la licence quand elle était encore en effectif.
- Des lecteurs de DVD ou DVD / DivX : portables ou non, ils peuvent souvent lire des fichiers MP3 sur des CD ou DVD.
- Des récepteurs de radio ou de télévision, analogiques récents et numérique DAB : ils peuvent parfois lire (et même de plus en plus souvent enregistrer) des fichiers MP3 sur des cartes mémoires flash et/ou périphériques de stockage USB.
- Des consoles de jeux comme la PSP, PS3, PS4 ou la Xbox 360.
- Des téléphones portables récents[Quand ?] ; seuls ceux se voulant très « simples » ne le font pas à l'heure actuelle.
- Des appareils de technologies des musiques amplifiées récentes[Quand ?]. Comme les chaînes HiFi et tous ses dérivés via une platines CD ou DVD et/ou des cartes mémoires flash et/ou périphériques USB et/ou un réseau.

## Autres solutions
La popularité du format MP3 a rapidement conquis de nombreux utilisateurs à partir de la seconde moitié des années 1990 tant par sa facilité d'utilisation que par le fait que pour la première fois, elle permettait de transmettre du contenu audio par Internet pratiquement.
Toutefois dès 2013, le MP3 accuse son âge (par exemple, la dernière version de l'encodeur LAME date d'octobre 2017), et des codecs plus récents sont désormais proposés (notamment ceux par Xiph.org, Vorbis et Opus), offrant un rapport qualité sonore/débit plus intéressant grâce à des techniques de codage plus efficaces que celles mises en oeuvre dans le format MP3.